# Derrynane Abbey

Abbey Island

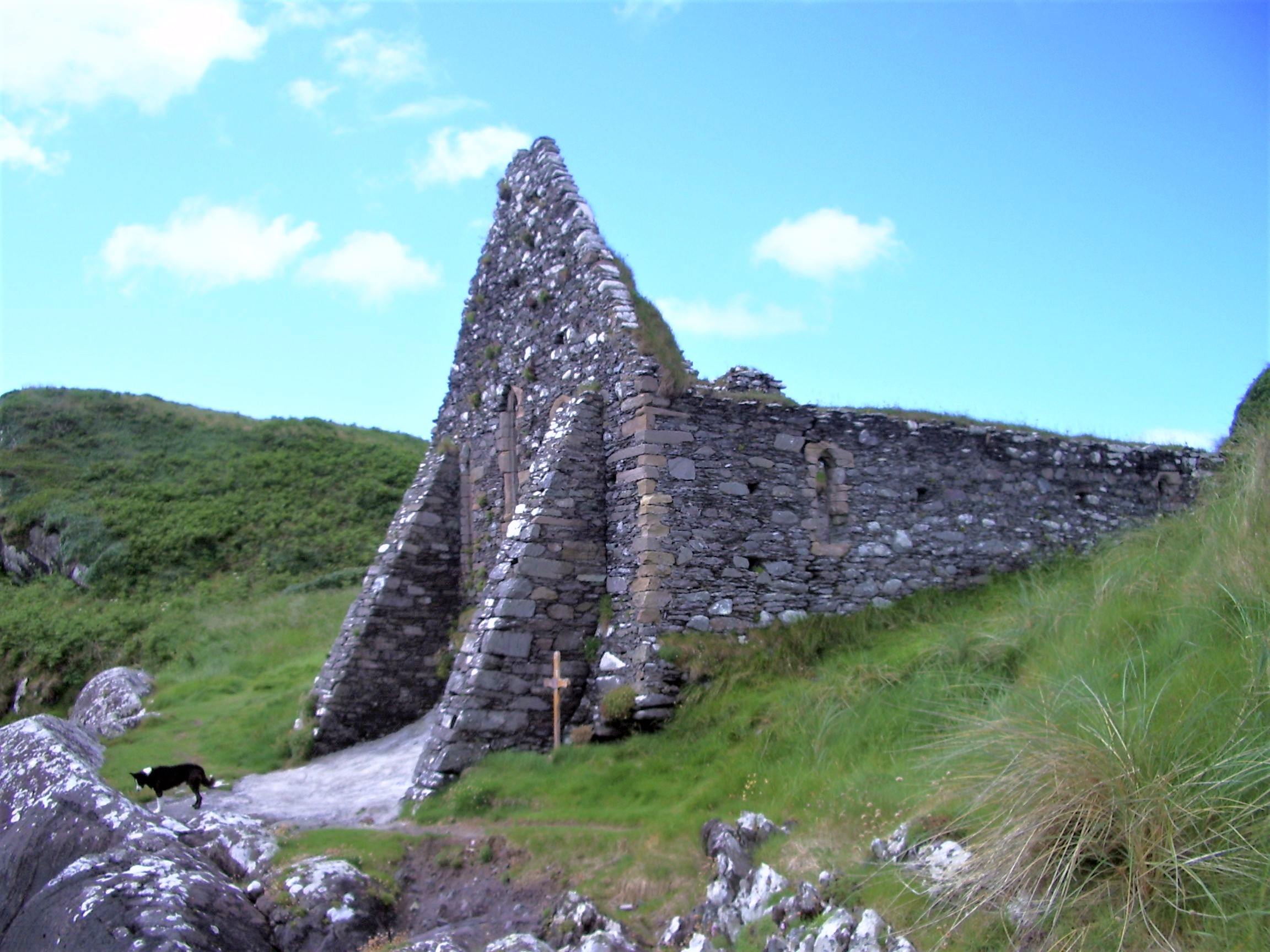
Kirchenruine der Derrynane Abbey

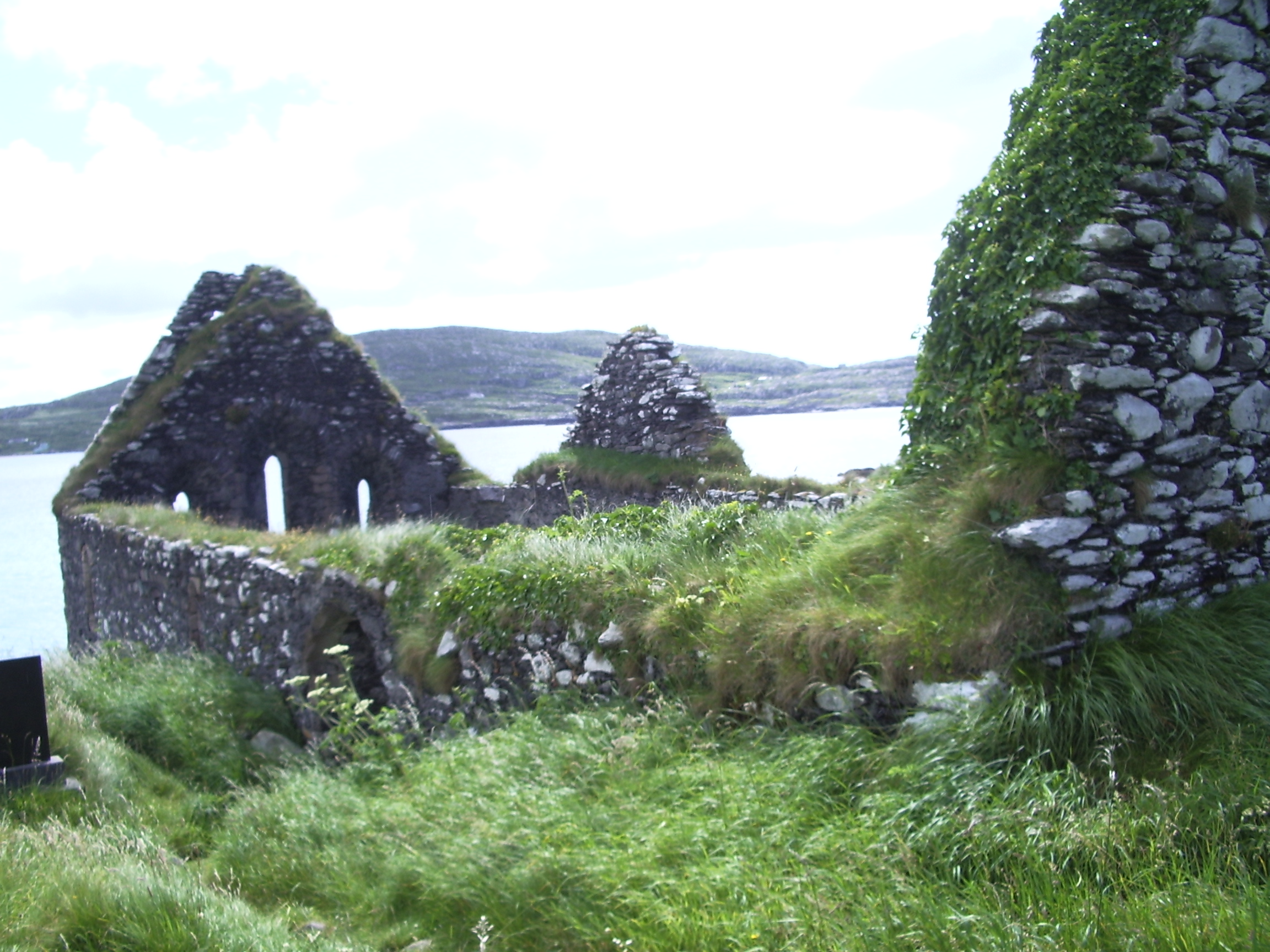
Derrynane Abbey

Die Ruine der Derrynane Abbey (auch Ahamore Abbey genannt, irisch Tigh Mór Dhoire Fhíonáin) in der irischen Grafschaft Kerry befindet sich auf der kleinen Insel namens Abbey Island, an der südwestlichen Küste der Iveragh-Halbinsel, die zum Derrynane National Historic Park gehört. Der nächstgelegene Ort ist Caherdaniel.

## Geschichte
Das Kloster der Iroschottischen Kirche wurde der Legende nach von St. Fionan im 6. Jahrhundert gegründet. Der Name Derrynanes ist vom Namen dieses bedeutenden irischen Inselheiligen abgeleitet, Doire Fhionain („Fionan's Wood/Fionans Wald“). St. Fionan, besser bekannt unter dem Namen Finnian von Clonard, lebte von 470 bis 549 n. Chr. und gilt als der „Lehrer der irischen Heiligen“. Das Kloster wurde später eine Niederlassung der Augustiner, als es im 12. Jahrhundert die Augustinusregel annahm.
Derrynane war vermutlich eine Zelle des in dieser Region Irlands bedeutenden Priorats St. Michael Ballinskelligs, dessen Konvent von der Klosterinsel Skellig Michael auf das Festland übergesiedelt war. Diskutiert wurde in der Literatur auch, ob Derrynane eine Zelle des Klosters Molana war. Eine Abtei ist die „Derrynane Abbey“ in ihrer Geschichte niemals gewesen. Die Bezeichnung rührt lediglich vom örtlichen Volksmund her.
Von der Klosteranlage selber sind nur drei Gebäude in Teilen erhalten, darunter die Klosterkirche mit den für irische Sakralbauten typischen drei Ostfenstern. Die Kapelle des direkt auf der gegenüberliegenden Küstenseite gelegenen Herrenhauses Derrynane House ist der mittelalterlichen Architektur der Klosterkirche nachempfunden.